# 인지질

그림1. 인지질의 분자구조

인지질(燐脂質, 영어: phospholipid)은 당지질, 콜레스테롤, 단백질과 함께 생체막의 주요 성분으로 인을 포함하는 지질의 일종이다.

## 개요
인지질은 지방과 비슷한 구조를 하고 있지만, 글리세롤에 3개의 지방산이 결합하는 지방과 달리 2개의 지방산과 1개의 인산기가 결합되어 있다는 점에서 다르다. 인산기는 다른 유기물과 결합되어 있으며, 결합된 유기물의 종류에 따라 인지질의 종류가 달라진다.
인지질은 지방과는 달리 극성을 띠는데, 지방산이 있는 부위는 물과 잘 섞이지 않고 비극성 물질들과 쉽게 섞이는 소수성이고, 인산기가 있는 부위는 물 분자 또는 다른 극성분자들과 쉽게 섞이는 친수성이다. 이러한 인지질은 생체막의 주요 구성 성분이 되므로 중요하며, 신경 조직의 미엘린 수초에 다량 함유되어 있다.
이러한 인지질의 특성 때문에 물 속에서 인지질은 이중층을 이루게 된다. 인지질의 인산기 머리 부분은 물과 닿아있는 것을 선호하고, 지방산 꼬리부분은 물로부터 떨어져있는 것을 선호하게 된다. 그렇기 때문에 꼬리부분은 꼬리부분끼리 모이고, 머리부분은 물에 노출되어 이중층의 단일막을 형성하게 된다.
이러한 이중층 구조는 모든 세포의 세포막을 이룰뿐만 아니라, 진핵생물의 세포 내 소기관들(핵, 엽록체, 미토콘드리아 등)을 구성하는 중요한 구성요소이다.

그림 2. 인지질 이중층 단일막. 붉은 부분이 극성의 인산기를, 흰 꼬리 부분이 지방산 꼬리부분을 나타낸다. 그림의 위와 아래는 물이고 가운데의 꼬리 사이에는 물이 없다.

## 같이 보기
- 세포막
- 이중막 (생물)
- 단백질
- 지질